# Eberhardtia tonkinensis
Eberhardtia tonkinensis là một loài thực vật có hoa trong họ Hồng xiêm. Loài này được Lecomte mô tả khoa học đầu tiên năm 1920.